# 倉敷市立福田中学校
倉敷市立福田中学校（くらしきしりつ ふくだちゅうがっこう）は、岡山県倉敷市福田町古新田にある公立中学校。

## 沿革
- 1947年（昭和22年）4月1日 - 児島郡福田町立福田中学校として開校[2]。
- 1952年（昭和27年）4月1日 - 福田中学校水島分校開校[2]。
- 1953年（昭和28年）6月 - 福田町が倉敷市に合併、倉敷市立福田中学校と改称[2]。
- 1954年（昭和29年）4月 - 水島分校が倉敷市立水島中学校として独立[3]。
- 1981年（昭和56年）4月1日 - 倉敷市立福田南中学校を分離設立[4]。

## 校訓
- 自主・誠意・友愛

## 部活動
順不同
- サッカー部
- ソフトテニス部
- バスケットボール部
- バレーボール部
- 卓球部
- 野球部
- 陸上競技部
- バドミントン部

- 吹奏楽部
- 美術部
- 英語部
- 家庭科部
- 剣道部
- 柔道部
- 水泳部

## 卒業生
- 香田晋（演歌歌手、俳優）
- 三宅光幸（ミュージシャン、mihimaruGT）
- 中塚翠涛（書道家）

## 通学区域
- 倉敷市立第二福田小学校通学区
  - 福田町浦田（五軒屋地区を除く）、福田町福田・福田町古新田の各全域、福田町広江のうち三軒屋地区のみ
- 倉敷市立第四福田小学校通学区（一部）
  - 北畝1丁目〜7丁目

福田町古新田には福田南中学校が所在するが福田中学校区に含まれる。

## 通学区域が隣接している学校
- 倉敷市立南中学校
- 倉敷市立福田南中学校
- 倉敷市立新田中学校
- 倉敷市立水島中学校
- 倉敷市立郷内中学校